# Salāṭa mashwía

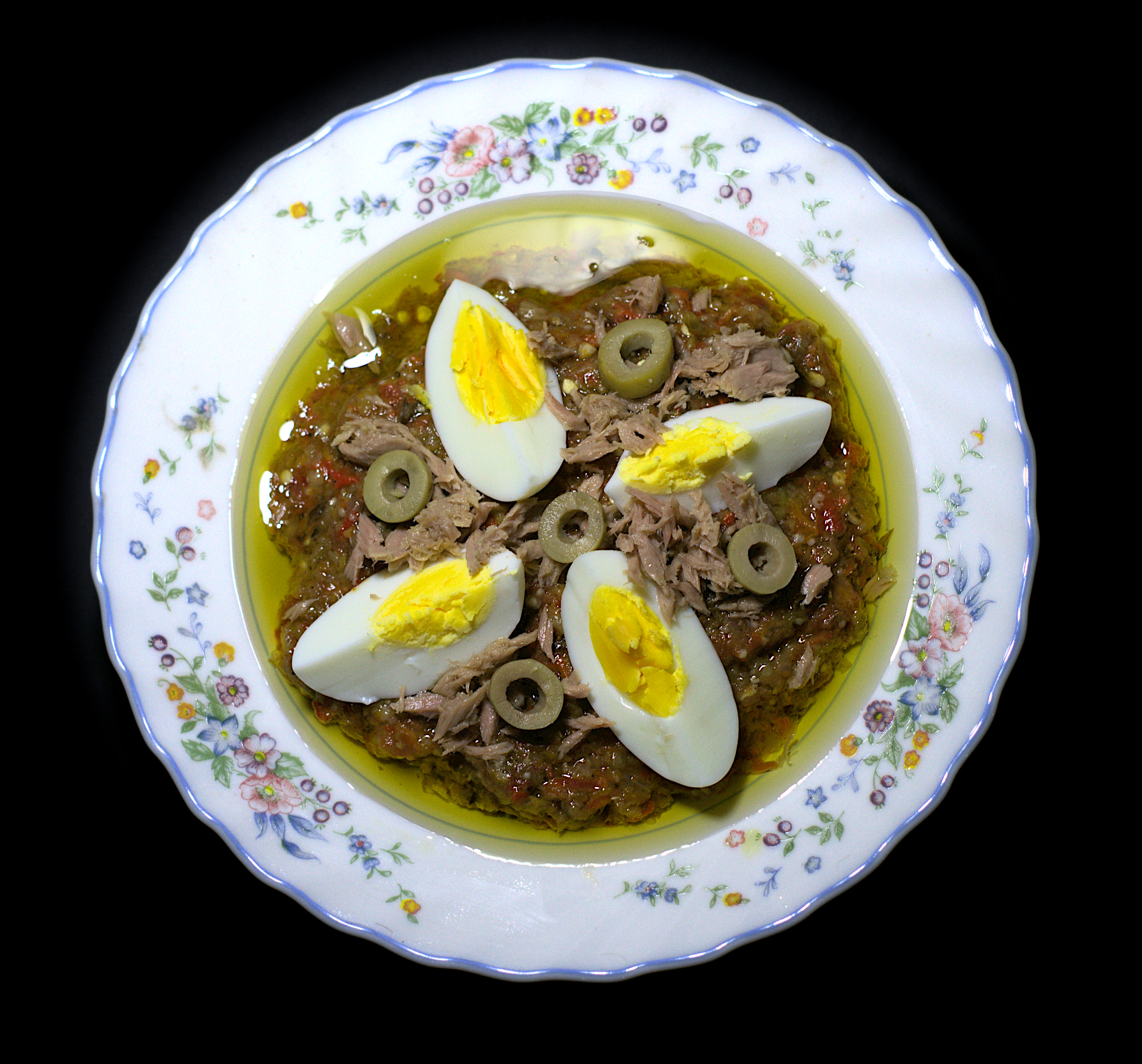
Ensalada Mechouia de Túnez.

La ensalada asada, llamada en árabe سَلَاطَة مَشْوِيَّة salāṭa mashwía, es una ensalada templada muy popular de la gastronomía tunecina que incluye tomates, pimientos verdes, cebollas, ajos y opcionalmente berenjenas o pepinos, todo ello pasado por la parrilla o, en su defecto, asadas en el horno. Además, como suele pasar con la cocina tunecina, está condimentada por una serie de especias como la harissa, el cilantro o el orégano. Una vez asadas las verduras, se trituran en un mortero para darle una textura más homogénea y suave. Es frecuente que en su presentación se sirva con aceituna negras y atún. A veces también se incorporan cuartos de huevo cocido.

## Información nutricional
La ensalada asada contiene una fuente importante de licopeno antioxidante que se ha relacionado con muchos beneficios para la salud, como la reducción del riesgo de enfermedades del corazón y cáncer. También es rica en vitamina C, potasio, ácido fólico y vitamina K. En menor proporción, también contiene fibra y vitamina E. Los norteafricanos lo usaron para reducir la inflamación y curar las infecciones.